# Axel Molinder & kompanis konservfabrik
Axel Molinder & kompanis konservfabrik, ursprungligen A. Molinders conserv-fabrik, grundad 1869 i Stockholm av Axel Molinder, var den första fabriken för helkonserver i Sverige.
Carl Axel Emanuel Molinder var född 15 april 1850 i Stockholm. Molinder hade studerat konserveringsteknik både i Italien och Frankrike. Försäljning skedde till en början på Drottninggatan 22, korsningen Lilla Vattugatan (idag Herkulesgatan). En burk konserverad ananas kostade då 3 riksdaler och 50 öre och en burk med fem portioner biffstek kostade 1 och 75. Landets försvar blev kund efter bara ett par års verksamhet.
Ingenjör Andrée hade med sig ål i gelé och nässelkål från Axel Molinders konservfabrik på sin nordpolenexpedition 1897.